# Kuniko Tsurita
Kuniko Tsurita (つりたくにこ Tsurita Kuniko?, (1947-1985)) fue una dibujante de manga japonesa. Fue la primera mujer cuya obra fue publicada en la revista de manga Garo, y la única publicada de forma regular.

## Biografía
Tsurita comenzó a dibujar manga cuando era adolescente, enviando trabajos a concursos de revistas, sin ser éste bien recibido. Esto se debió en parte a las expectativas de que las mujeres escribieran manga romántico shoujo, no relatos de acción. Un editor escribió: "Te recomiendo centrarte en el tema que te es familiar y escribas historias sobre chicas.". Posteriormente, encontró éxito publicando historias en la revista de manga alternativo Garo. 
Tsurita murió por complicaciones derivadas del lupus en 1985, a la edad de 37 años.

## Estilo y temas
Muchos de sus mangas son del estilo del gekiga .
El trabajo de Tsurika gira en torno a temas como los roles de género de las mujeres y las ideas patriarcales de la feminidad, la identidad de género y la sexualidad. Algunas de sus obras incluyen cameos autobiográficos que muestran a la autora como un personaje andrógino o que no se conforma con su género.
Tsurika tiene un estilo visual variado, que incluye desde dibujos simples que se apoyan en espacios en blanco, hasta escenas complejas inspiradas por el arte pop y el art nouveau.

## Obra

### Recopilaciones en japonés
- フライト : つりたくにこ作品集 (Flight: Las obras de Kuniko Tsurita). Seirin Kogeisha, 2010.
- 彼方へ : つりたくにこ未発表作品集 (Más allá: Obras inéditas de Kuniko Tsurita). Seirin Kogeisha, 2001.
- 六の宮姫子の悲劇 (La tragedia de la princesa Rokunomiya). Seirin Kogeisha, 2001.

### Recopilaciones en otros idiomas
- Flight ha sido traducida a:
  - Italiano por V. Filosa. Prensa Coconino, 2019. ISBN 9788876184345
  - Francés por Léopold Dahan. fr, 2021.ISBN 9782889231010
  - Español de Yoko Ogihara y Fernando Cordobés. Gallo Nero Ediciones, 2024.ISBN 9788419168528
- The Sky Is Blue with a Single Cloud, traducido al inglés por Ryan Holmberg. Drawn & Quarterly Publications, 2020.ISBN 9781770463981[5]